# Predejane (selo)
Predejane (selo) (en serbe cyrillique : Предејане (село)) est un village de Serbie situé sur le territoire de la Ville de Leskovac, district de Jablanica. Au recensement de 2011, il comptait 401 habitants.

## Démographie
| 1948 | 1953 | 1961 | 1971 | 1981 | 1991 | 2002 | 2011 |
| ---- | ---- | ---- | ---- | ---- | ---- | ---- | ---- |
| 631  | 528  | 540  | 616  | 508  | 456  | 491  | 401  |

|  |